# Web server
Web server je računalo na kojem se nalaze web stranice. Kako je pristup svakom računalu određen portovima (ulazima) koji su predstavljeni brojevima, tako je i pristup web serveru određen portom. Port za pristup web serveru je 80. Svaki server ima IP adresu, tako da kada se neka stranica posjećuje, odnosno neki server, zapravo se posjećuje adresa kao 98.34.65.243:80, gdje broj 80 govori da se radi o web serveru. Prostor na web serveru se može zakupiti kod davatelja usluga hostinga (posluživanja) stranica. 
Dakle, prilikom izrađivanja stranica, web server pohranjuje datoteke web-mjesta, odnosno sve HTML dokumente i njihove povezane dokumente, uključujući slike, CSS stilske listove, JavaScript datoteke, fontove i videozapise, da bi one bile dostupne na Internetu. Web serveri obično dolaze u vidu clustera u velikim centrima podataka (en. data center). Naravno, moguće je i od običnog računala napraviti web server, no to nije tako dobro rješenje iz nekoliko razloga. Kao prvo, web stranice smještene na serveru moraju biti stalno dostupne, što znači da računalo mora biti stalno uključeno i spojeno na Internet. Također je potrebno imati statičku IP adresu (iako postoje određene "tehnike" za instalaciju servera na računalo koje nema statični IP). Web server bi trebao imati stalnu IP adresu, kako bi mogli registrirati domenu i tu domenu usmjeriti na dotični IP. Na taj način posjetitelji ne moraju pamtiti brojeve (IP) servera nego samo adresu.

### Povijest
U ožujku 1989. Tim Berners-Lee CERN-u predlaže projekt koji bi znanstvenicima omogućio lakšu komunikaiju. Sljedeće godine napisao je dva programa:
- Preglednik WorldWideWeb
- Web poslužitelj, kasnije poznat kao CERN httpd, pokretan na NeXTSTEP